# آرکتیگنین
آرکتیگنین (به انگلیسی: Arctigenin) با فرمول شیمیایی C21H24O6 یک ترکیب شیمیایی با شناسه پاب‌کم 145434 است. که جرم مولی آن ۳۷۲٫۴۱۱۶۶ گرم بر مول می‌باشد.